# Bootloader
Een bootloader is een computerprogramma dat zorgt voor het starten van het besturingssysteem bij de opstart (bootstrap) van een computer.
Bij het starten van een computer wordt eerst programmatuur uitgevoerd die op het moederbord aanwezig is, dit is de BIOS (Basic Input/Output System) of tegenwoordig ook UEFI (Unified Extensible Firmware Interface). Deze programmatuur initialiseert en test de componenten en heeft als laatste taak het starten van het besturingssysteem. Omdat het besturingssysteem bijvoorbeeld op een harddisk staat, is het normaliter alleen bereikbaar via een bestandssysteem. Maar werken via een bestandssysteem vereist eerst een werkend besturingssysteem. Dit geldt evengoed voor het booten vanaf cd, of een netwerk. Deze impasse is doorbroken door de afspraak dat de eerste sectoren van een 'medium' een programma bevatten dat het besturingssysteem start. Dit programma heet de bootloader. Een disk bootloader start meestal het systeem op de eerste actieve partitie. Een netwerk-bootloader laadt het besturingssysteem via het netwerk vanaf een zogenaamde bootserver.

## Bootmanager
Als de bootloader een wat uitgebreider programma is, dat zelf ingesteld kan worden, dan spreekt men meestal van een "bootmanager". Voorbeelden van bootmanagers zijn GRUB, Lilo en Gag.
Een bootmanager zoals 'Gag' is te groot (meer dan 440 bytes) om nog in het MBR-gedeelte van een harde schijf te passen. Net als hedendaagse disk-bootloaders (zoals Lilo en GRUB) is er dus onvoldoende ruimte in het bootrecord voor het hele bootloaderprogramma. Dan staat in het MBR een kleine -primaire- bootloader, die een secundaire bootloader start vanaf een diskpartitie. Deze bootloaders vragen de gebruiker - indien gewenst - door middel van een keuzemenu welk besturingssysteem er gestart dient te worden.